# Bathyterebra coriolisi
Bathyterebra coriolisi é uma espécie de gastrópode do gênero Bathyterebra, pertencente a família Terebridae.